# Jacob Grimm
Jacob Ludwig Carl Grimm, född 4 januari 1785 i Hanau i Hessen-Kassel, död 20 september 1863 i Berlin, var en tysk språk- och litteraturforskare.
Jacob Grimm och hans bror Wilhelm är utan tvivel mest kända inte bara i Tyskland utan i princip i hela världen för sina sagor. Bröderna Grimm gav under perioden 1812–1822 ut Kinder- und Hausmärchen (Barn- och folksagor) i tre band.

## Biografi
Jacob Grimm blev student i Marburg 1802, och mottog här av sin lärare i juridik Friedrich Carl von Savigny bestående impulser, och deltog efter olika anställningar i den hessiska statens tjänst som legationsråd vid Wienkongressen. År 1816 blev Grimm bibliotekarie i Kassel. Efter att ha blivit förbigången vid befordran, mottog Jacob Grimm tillsammans med brodern Wilhelm kallelse till en tjänst som bibliotekarie och professor i Göttingen, och höll här sin första föreläsningsserier över tysk rättshistoria och tyska rättskällor. Då båda bröderna 1837 undertecknade den protestskrivelse, som sju professorer från Göttingen riktade mot upphävandet av hannoverska grundlagen, blev båda avsatta och återvände till Kassel. År 1840 kallades de till medlemmar av preussiska vetenskapsakademien och flyttade 1841 till Berlin. Jacob Grimm blev utländsk ledamot av Vitterhetsakademien 1842.
Jacob Grimm var nyskapare inom de flesta av den germanska, särskilt den tyska språkvetenskapen och fornkunskapens området. Vid sidan av Franz Bopp var han en av den tyska språkvetenskapens grundare. Hans Deutsche Grammatik, där deutsche betyder germanska språk, utom i sin första del 1819 som omfattade böjningsläran, i 2:a upplagan ingick även ljudläran och 2:a och 3:e delen (1826–1831) omfattade ordbildningen och 4:e delen (1837) syntaxen. Wilhelm Scherer, Gustav Roethe och Edward Schröder lät 1870–1898 utge en ny utökad utgåva av hans grammatiska verk.
Jacob Grimm formulerade år 1822 i andra upplagan av del ett av Deutsche grammatik (dock föregången av Rasmus Rask (1787-1832) och byggande på tankar som förekommit redan hos Johan Ihre 1707-1780) och fick ge namn åt Grimms lag, som beskriver hur vissa urgermanska konsonanter utvecklades ur de indoeuropeiska.
Under påverkan av Heidelbergromantiken började bröderna Grimm även samla in sina sagor från olika håll, i många fall från muntlig tradition, vilket resulterade i den berömda samlingen Kinder- und Hausmärchen (2 band, 1812–1814, 2:a upplagan i 3 band 1822) och Deutsche Sagen (2 band, 1816–1818). På dessa sagor byggde även Deutsche Mythologie (1835, 3:e upplagan i 3 band 1854–1878). Jacob Grimm lät även utge flera upplagor av forngermanska dikter, bland annat Der arme Heinrich von Hartmann von Aue (1815), Lieder der alten Edda (1815) och senare med sina studier över djursagan och dess folkliga ursprung, samlade i utgåvan av Reinhart Fuchs (1834), befordrade Grimm den textkritiska och litteraturhistoriska forskningen. Inom det rättshistoriska området, där Grimms forskning inspirerats av läraren Savigny, märks främst Deutsche Rechtsalterthümer (1828, 4:e upplagan i 2 band 1899). Verket bygger på ett träget samlande av domar för dokumentation av allmogens sedvanerätt, såsom den framträder i de så kallade Weistümer, vilka utgavs av Grimm i 7 band 1840–1860 och 1867–1870. Grimms Geschichte der deutschen Sprache (1848), var det sista större arbete, där han ännu ostört fick ägna sig åt sitt favoritforskningsområde, de germanska folkens etnografi, kultur, tro, sed och språkliga system.
Hans sista större uppgift var förberedelserna inför utgivandet av hans Deutsches Wörterbuch, i vilken även Wilhelm Grimm var medarbetare. Under Jacob Grimms livstid utkom band 1-3 (1854-62), det fjärde bandet där Grimm även deltagit kom 1878. Detta arbete fortsattes senare av Karl Weigand, Rudolf Hildebrand, Moritz Heyne med flera. Sagorna har i Sverige publicerats i cirka 90 utgåvor, senast 2003.
Verket är nu utgivet i 33 band och slutfördes 1961. Det var ett arbete som i någon mån kan jämföras med Svenska Akademiens ordbok (SAOB), som påbörjades i slutet av 1800-talet och ännu ej är fullbordat.
En samling av avhandlingar, recensioner, tal med mera utkom under titeln Kleine Schriften (8 band, 1867–1890). Flera av breven i bröderna Grimms talrika korrespondens har utgetts, bland annat Briefwechsel der Gebrüder Grimm mit nordischen Gelehrten (1885) och Briefe der Brüder Grimm (1923).

## Galleri

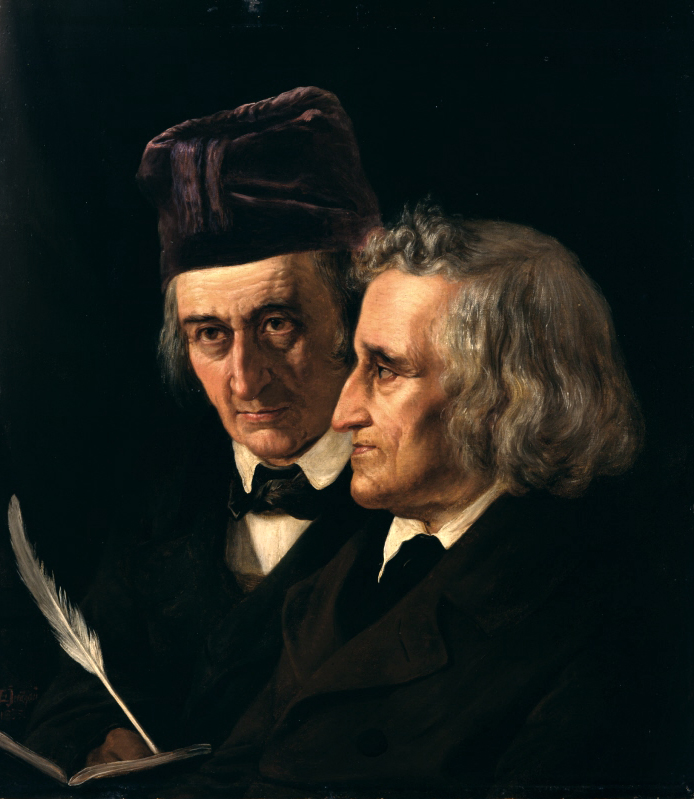
Dubbelporträtt av bröderna Grimm av Elisabeth Jerichau Baumann (1855).
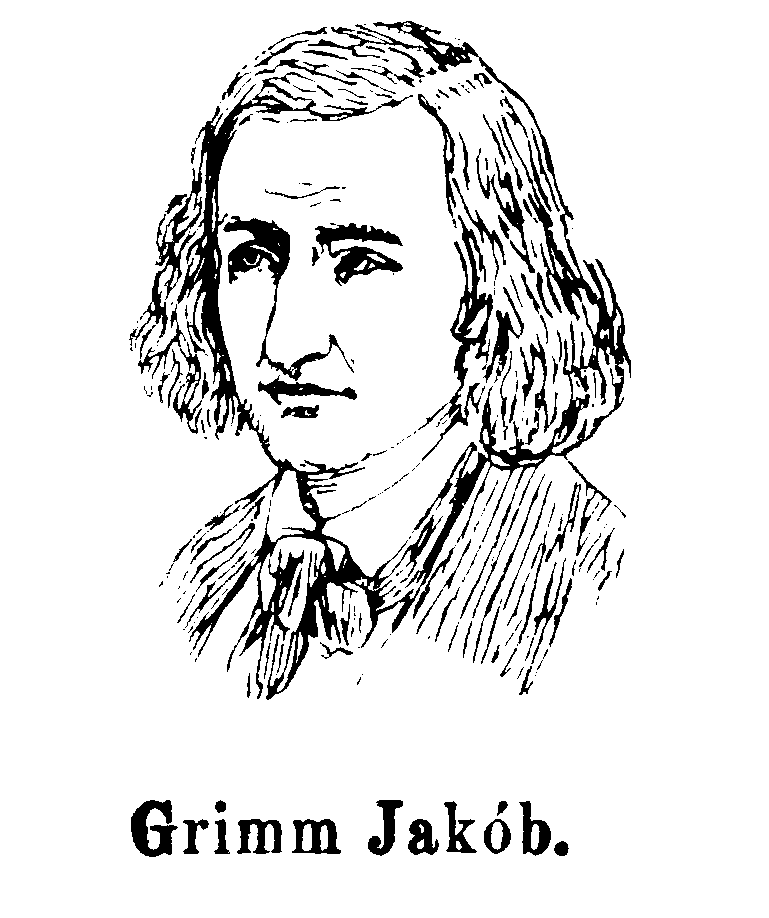
Jacob Grimm.
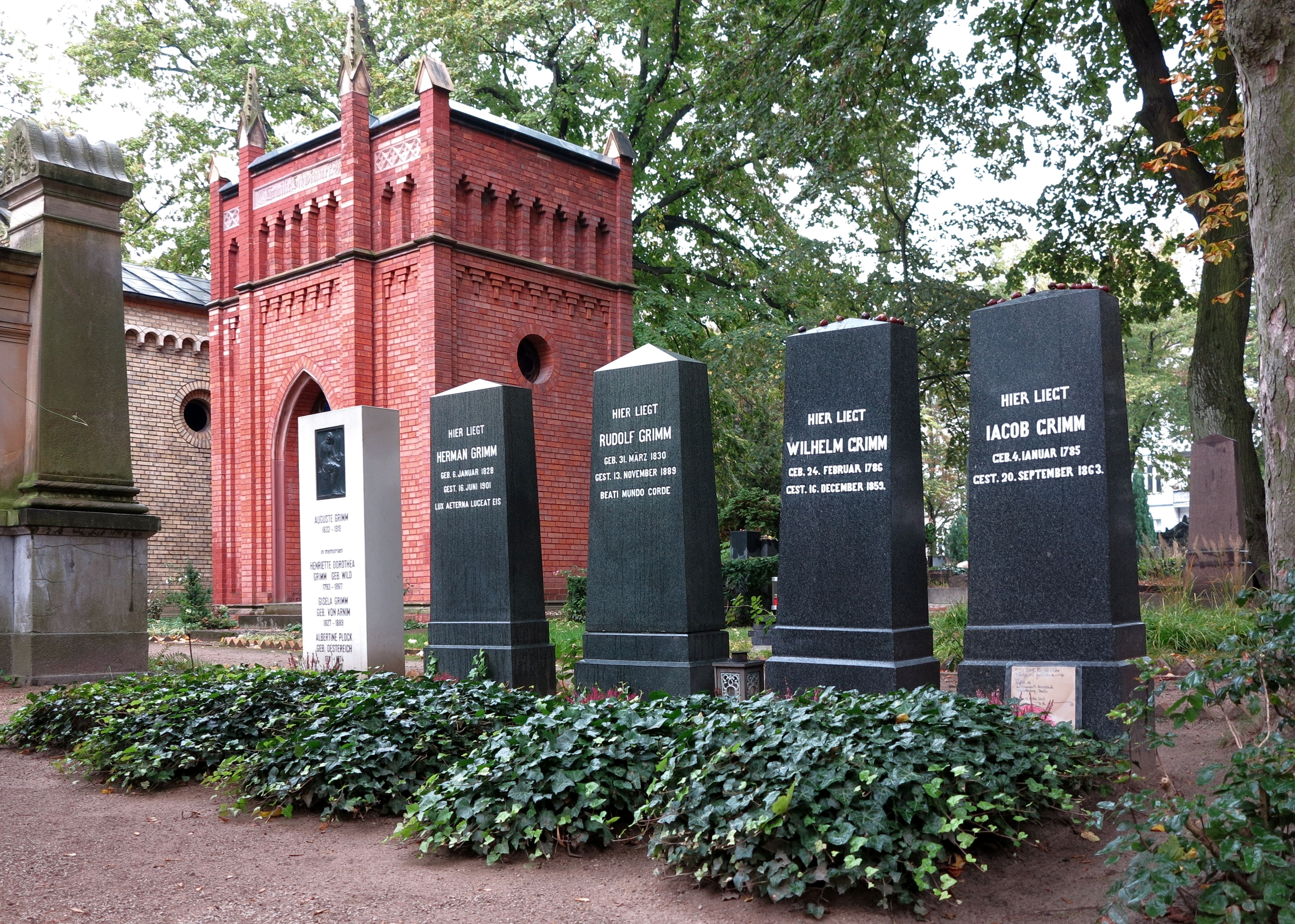
Grimms familjegrav.